# Velika nacionalna loža Srbije
Velika nacionalna loža Srbije (srp. Велика национална ложа Србије), skraćeno VNLS, je tradicionalna i druga po brojnosti slobodnozidarska velika loža u Srbiji. Osnovana je 1997. godine uz pomoć Velike lože Francuske.

## Povijest
U rujnu 1997. godine iz Velike lože Jugoslavije izdvaja se skupina slobodnih zidara koji uz pomoć Velike lože Francuske osnivaju Veliku nacionalnu ložu Jugoslavije. Ova velika loža mijenja svoj naziv još dva put u skladu s promjenom imena države u kojoj djeluje, i to 2003. godine u Veliku nacionalnu ložu Srbije i Crne Gore, a potom 2007. godine u Veliku nacionalnu ložu Srbije. Dragan Malešević Tapi je bio ključna ličnost ove lože do svoje smrti 2002. godine.
Ove velika loža je 18. lipnja 2000. godine u Parizu s Velikom ložom Francuske i Velikom tradicionalnom i simboličkom ložom "Opera" osnovala Konfederaciju ujedinjenih velikih loža Europe (GLUDE). Godine 2003. je oko 100 članova prešlo u Regularnu veliku ložu Srbije.
U lipnju 2009. godine tri kompletne lože, Loža "Harmonija", Loža "Ivanjski vijenac" i Loža "Dositej", kao i većina članova Lože "Sveti Sava" i Lože "Pobratim" prelaze pod zaštitu Velikog orijenta Francuske.
Velika loža je 2014. godine u Ljubljani, uz pomoć Velike lože Francuske, osnovala Veliku regularnu ložu Slovenije.
Članovi koji su napustili ovu veliku ložu osnovali su Veliku ujedinjenu ložu Srbije (2006.), Tradicionalnu veliku masonsku ložu Srbije (2012.) i Veliku ložu Srbije 1919 (2015.).
U svibnju 2023. godine u Beogradu osnovana je Loža "Samuel Kernbеiser" koja radi na francuskom jeziku.
U travnju 2024. godine u Beogradu su Velika nacionalna loža Srbije, Velika regularna loža Hrvatske, Velika regularna loža Slovenije i Velika regularna loža Sjeverne Makedonije  potpisali sporazum o međusobnoj zajedničkoj suradnji.

## Organizacija
Sjedište Velike nacionalne lože Srbije je u Beogradu. Ova velika loža od 2009. godine izdaje svoj časopis Sirijus.

### Lože
U lipnju 2025. godine, pod zaštitom Velike nacionalne lože Srbije danas rade 27 loža u Srbiji, od toga osam u Beogradu, pet u Nišu, dvije u Kragujevcu, po jedna u Knjaževcu, Kruševcu, Novom Sadu, Požarevcu, Srijemskoj Mitrovici, Šabcu, Valjevu, Vrbasu i Zaječaru. Također, velika loža ima lože u Bosni i Hercegovini (Banja Luka i Bijeljina) i Crna Gora (Podgorica).
- Loža "Pobratim" (Ложа "Побратим") br. 4, Beograd – nosi naziv po beogradskoj loži utemeljenoj 1891. godine.
- Loža "Nemanja" (Ложа "Немања") br. 5, Niš – nosi naziv po vladaru Stefanu Nemanji, kao i po niškoj loži utemeljenoj 1892. godine.[12]
- Loža "Istina" (Ложа "Истина") br. 12, Beograd – nosi naziv po beogradskoj loži utemeljenoj 1920. godine.
- Loža "Sloboda" (Ложа "Слобода") br. 18, Beograd – nosi naziv po loži utemeljenoj 1925. godine u Dubrovniku.
- Loža "Bratstvo" (Ложа "Братство") br. 33, Šabac – nosi naziv po loži utemeljenoj 1939. godine u Zagrebu.
- Loža "Đorđe Weifert" (Ложа "Ђорђе Вајферт") br. 36, Beograd – nosi naziv po bankaru i slobodnom zidaru Đorđu Weifertu, prvom velikom majstoru Velike lože "Jugoslavija".
- Loža "Sveti Sava" (Ложа "Свети Сава") br. 37, Beograd – nosi naziv po arhiepiskopu i princu Svetom Savi.
- Loža "Svitanje" (Ложа "Свитање") br. 41, Bijeljina – nosi naziv po svitanju.
- Loža "Timakum" (Ложа "Тимакум") br. 42, Knjaževac – nosi naziv po arheološkom lokalitetu Timakum Minus pored Knjaževca.
- Loža "Slobodan Jovanović" (Ложа "Слободан Јовановић") br. 44, Niš – nosi naziv po pravniku, povijesničaru i političaru Slobodanu Jovanoviću.
- Loža "Konstantin Veliki" (Ложа "Константин Велики") br. 45, Niš – nosi naziv po rimskom caru Konstantinu I. Velikom.
- Loža "Dunav" (Ложа "Дунав") br. 46, Novi Sad – nosi naziv po rijeci Dunav.
- Loža "Knez Mihailo" (Ложа "Кнез Михаило") br. 47, Kragujevac – nosi naziv po vladaru Mihailu Obrenoviću.
- Loža "Mihajlo Pupin" (Ложа "Михајло Пупин") br. 48, Beograd – nosi naziv po znanstveniku i slobodnom zidaru Mihajlu Pupinu.
- Loža "Stevan Sremac" (Ложа "Стеван Сремац") br. 49, Niš – nosi naziv po književniku i slobodnom zidaru Stevanu Sremcu.
- Loža "Knez Lazar" (Ложа "Кнез Лазар") br. 50, Kruševac – nosi naziv po vladaru knezu Lazar Hrebeljanoviću.
- Loža "Istok" (Ложа "Исток") br. 51, Zaječar – nosi naziv po istoku.
- Loža "G9" (Ложа "Г9") br. 55, Podgorica
- Loža "Quatuor Coronati" br. 56, Beograd – ova istraživačka loža nosi naziv po najstarijoj istraživačkoj Loži "Quatuor Coronati" br. 2076, osnovanoj 1886. godine pod zaštitom Ujedinjene velike lože Engleske (UGLE).
- Loža "Probitas" (Ложа "Пробитас") br. 57, Srijemska Mitrovica – nosi naziv po latinskoj riječi za poštenje.
- Loža "Svjetionik" (Ложа "Светионик") br. 58, Vrbas – nosi naziv po svjetioniku.
- Loža "Samuel Kernbеiser" br. 59, Beograd – nosi naziv po francuskom slobodnom zidaru Samuelu Kernbеiseru i radi na francuskom jeziku.
- Loža "Prota Mateja Nenadović" (Ложа "Прота Матеја Ненадовић") br. 60, Valjevo – nosi naziv po svećeniku i političaru Mateji Nenadoviću iz razdoblja Prvog srpskog ustanka.
- Loža "Hiram" (Ложа "Хирам") br. 61, Požarevac – nosi naziv po Hiramu Abifu.
- Loža "Bratska ljubav" (Ложа "Братска љубав") br. 62, Niš
- Loža "Sretenje" (Ложа "Сретење") br. 63, Kragujevac – nosi naziv po srpskom nazivu za Svijećnicu.
- Loža "Ban Milosavljević" (Ложа "Бан Милосављевић") br. 64, Banja Luka – nosi naziv po Svetislavu Tisi Milosavljeviću, prvom banu Vrbaske banovine.

Brojevi loža od 1 do 34 u skladu su s brojevima loža koje su do 1940. godine bile pod okriljem Velike lože SHS "Jugoslavija" tako da brojevi od 6–11, 17, 19–32 i 34 nisu dodjeljeni niti jednoj loži nakon 1997. godine.
U okviru ove velike lože radile su i
- Loža "Svjetlost Balkana" (Ложа "Светлост Балкана") br. 1, Beograd – nosila naziv po beogradskoj loži utemeljenoj 1876. godine.[14]
- Loža "Srpska zadruga" (Ложа "Српска задруга") br. 2, Beograd – nosila naziv po beogradskoj loži utemeljenoj 1881. godine.
- Loža "Sloga, rad i postojanstvo" (Ложа "Слога, рад и постојанство") br. 3, Beograd – nosila naziv po beogradskoj loži utemeljenoj 1883. godine.
- Loža "Dositej" (Ложа "Доситеј") br. 16, Novi Sad – nosila naziv po prosvjetitelju i slobodnom zidaru Dositeju Obradoviću, kao i po loži utemeljenoj 1922. godine u Zemunu; godine 2009. je prešla u Veliki orijent Francuske.
- Loža "Ivanjski vijenac" (Ложа "Ивањски венац") br. 35, Sremska Mitrovica – godine 2009. prešla u Veliki orijent Francuske.
- Loža "Harmonija" (Ложа "Хармонија") br. 38, Beograd – godine 2009. prešla u Veliki orijent Francuske.
- Loža "Dragan Malešević Tapi" (Ложа "Драган Малешевић Тапи") br. 39, Beograd – nosila naziv po slikaru i slobodnom zidaru Draganu Maleševiću, velikom zapovjedniku Vrhovnog savjeta Srbije 1912.
- Loža "Mudrost" (Ложа "Мудрост") br. 40, Beograd
- Loža "Sveti Ivan Krstitelj" (Ложа "Свети Јован Крститељ") br 43, Banja Luka – nosila naziv po sv. Ivanu Krstitelju.
- Loža "Dimitrije Martinović" (Ложа "Димитрије Мартиновић") br. 52, Beograd
- Loža "Svod" (Ложа "Свод") br. 53, Novi Sad – nosila naziv po svodu, arhitektonskom elementu.
- Loža "Justicia" (Ложа "Јустиција") br. 54, Niš – nosila naziv po Justiciji, rimskoj boginji pravde.

### Uprava
Velikom nacionalnom ložom Srbije upravlja veliki majstori koji se bira na trogodišnje razdoblje. Dosadašnji veliki majstori su:
1. Milan Lajhner (1997. – 2001.)[b]
2. Predrag Manojlović[16] (2001. – 2003.)
3. Dragan Martinović (2003. – 2009.)
4. Dragoslav Pavlović (2009. – 2012.), I. put
5. Branko Medojević (2012. – 2013.)
6. Momir Mirić (v.d., 2013. – 2014.)
7. Dragoslav Pavlović (2014. – 2017.), II. put
8. Nikola Mitrović (2017. – 2021.)
9. Saša Tričković (v.d., 2021)
10. Bratislav Uraković (od 2021.)

### Međunarodna suradnja
Velika nacionalna loža Srbije je članica sljedećih međunarodnih saveza:
- ICUGL[c] (suosnivač, od 2000. godine),
- Udruga za slobodnozidarsku arhitekturu i baštinu.[17]

Ova velika loža potpisala je povelje o prijateljstvu i međusobnom priznavanju s preko 15 drugih velikih loža, među kojima su i: Velika loža Francuske, Velika loža Belgije, Velika loža Bugarske, Velika nacionalna loža Rumunjske, Velika regularna loža Hrvatske.

### Obred
Primarni slobodnozidarski obred Velike nacionalne lože Srbije je Drevni i prihvaćeni škotski obred. Velika loža upravlja simboličkim stupnjevima plave lože (učenik, pomoćnik i majstor) i delegira upravljanje visokim stupnjevima na dodatna tijela i redove.

## Pridružena tijela i redovi
Upravljanje visokim stupnjevima Velika nacionalna loža Srbije provodi kroz pridružena tijela i redove od kojih svaki predstavlja jedan obred a na temelju potpisanih konkordata.
- Vrhovni savjet Srbije 1912. Škotskog reda drevnog i prihvaćenog (srp. Врховни савет Србије 1912. Шкотског реда древног и прихваћеног) – nadležan za rad Drevnog i prihvaćenog škotskog obreda.

### Škotski red
Vrhovni savjet Srbije 1912. Škotskog reda drevnog i prihvaćenog je dodatni red nadležan za visoke stupnjeve Škotskog obreda. Uspostavljen je 1997. godine sa sjedištem u Beogradu.
Pod okriljem Vrhovnog savjeta Srbije 1912. rade po jedna loža savršenstva i kapitel ružinog križa u Beogradu i Nišu kao i areopag u Beogradu:
- Loža savršenstva "Sjaj Srbije" (Ложа усавршавања "Сјај Србије") br. 1, Beograd
- Loža savršenstva "Salomonov hram" (Ложа усавршавања "Соломонов храм") br. 2, Niš – nosi naziv po Salomonovom hramu u Jeruzalemu
- Kapitel ružinog križa "Srbija" (Огранак ружиног крста "Србија"), Beograd – nosi naziv po državi Srbiji.
- Kapitel ružinog križa "Svjetlost istine" (Огранак ружиног крста "Светлост истине"), Niš
- Areopag "Balkan" (Ареопаг "Балкан"), Beograd – nosi naziv po Balkanskom poluotoku.

Dosadašnji veliki zapovjednici (grand komanderi) Vrhovnog savjeta su Dragan Malešević Tapi (1997. – 2002.), Dragutin Zagorac (2002. – 2005.) i Dragan Đurić (od 2005.).
Vrhovni savjet je član Međunarodnog saveza slobodnih zidara Škotskog reda (fran. Alliance Internationale Maçonnique Ecossaise, AIME). Vrhovni savjet je jedan od 36 supotpisnika rezolucije u Napulju u listopadu 2012. godine.